# Dracé
Dracé é uma comuna francesa na região administrativa de Auvérnia-Ródano-Alpes, no departamento de Ródano. Estende-se por uma área de 14,87 km². Em 2010 a comuna tinha 966 habitantes (densidade: 65 hab./km²).